# Rocket Red (DC Comics)
Red Rocket (En español, Cohete Rojo, o también pronunciado como Proyectil Rojo), es una serie de personajes ficticios de las historietas, son unos superhéroes pertenecientes a la editorial DC Comics. Fueron creados por Steve Englehart y Joe Stanton, que apareció por primera vez en las páginas de la historieta Green Lantern Corps Vol. 1 # 208 (enero de 1987), que y que más adelante apafrecerían en las páginas de la historieta de la Liga de la Justicia Vol. 1 #3 (julio de 1987); en particular por la presencia del Rocket Red #7 (Vladimir Mikoyan) quien se´ria el primer admitido por la Liga de la Justicia Internacional, justamente en las páginas de Liga de la Justicia Vol. 1 #7 (noviembre de 1987). Justamente, este primer Rocket Red sería descubierto como un Manhunter infiltrado, siendo reemplazado por Dimitri Pushkin (Rocket Red #4) y quizás el que permaneció con el equipo más tiempo, debutando en la página de la misma revista y al cual se le considera el verdadero primer Rocket Red de la Justice League.
El término "Rocket Red" se refiere a cualquier miembro de la denominada Brigada de los Rocket Red; por lo tanto, el nombre en singular se usa para referirse a tres personajes individuales llamados Rocket Red que fueron miembros de la Liga de la Justicia. Estos comprenden al Rocket Red original #7 (que más tarde se revelaría como un usurpador disfrazado 
como un androide manhunter), Dimitri Pushkin (Rocket Red #4), quién fue el que más tiempo duró en el equipo hasta disolución de dicho equipo y posterior muerte en la Crisis Infinita y Gavril Ivanovich, el último de los Rocket Red que se unió a un grupo de héroes de la antigua Liga de la Justicia Internacional, y que portaba la misma armadura de Vladimir Mikoyan.

## Biografía ficticia de Dimitri Pushkin y Gavril Ivanovich

### Dimitri Pushkin
Dimitri Pushkin (Rocket Red #4) se convirtió en miembro de la Liga de la Justicia Internacional, luego de que después de que Red Rocket previamente asignado #7 (Vladimir Mikoyan) se reveló como un androide Manhunter. Un hombre de buen corazón y alegre con un gusto por la cultura estadounidense, Dimitri había servido con la Liga de la Justicia Internacional por varios años.
Cuando su armadura fue destruida por el cazarrecompensas czarniano Lobo, lo llevó a reemplazar por un modelo de armadura más avanzada construido en Apokolips. Esto ocurrió durante una misión con un grupo pequeño de la Liga de la Justicia para salvar Mr. Miracle. También sufrió una vez más la destrucción de su traje de batalla, mientras hacía frente al villano conocido como Time Commander como fue visto en las páginas de la historieta de Animal Man #16 (octubre de 1989), cuando Dimitri sirvió en el equipo conocido como la Liga de la Justicia Europa. Durante este tiempo, Maxwell Lord hizo arreglos con el gobierno ruso para que la esposa de Dimitri, Belina, y sus dos hijos, Mischa y Tascha, pudieran vivir con él en la embajada de la liga en París. También se hizo muy amigo de Buddy Baker, cuya amistad sería idéntica a la que llevó con Blue Beetle y con Booster Gold. Dimitri y Buddy inicialmente tuvieron que encontrarse en una posición incomoda, puesto que tuvieron que adquirir responsabilidades como sirvientes, ya que ambos tenían esposas e hijos.
Dmitri se puso al servicio del Capitán Atom, como fue visto en las páginas del cómic anual del Capitán Atom, ayudando a defender el país de Bialya de diversas amenazas.
En el cómic de la Liga de la Justicia Europa Vol. 1 #28, Dimitri fue parte de la resistencia contra Starro el Conquistador porque su armadura impidió que el alienígena pudiera controlar su mente. Dmitri se sometió para evitar que Starro le hiciera daño a su familia. Se entregó voluntariamente al control del alienígena con el fin de mantenerlos a salvo. Otros miembros de la Liga de la Justicia finalmente derrotaron a Starro.
Más tarde, Dimitri y la mayoría de Rocket Red se vieron involucrados erróneamente con el criminal conocido como Sonar. En el mismo número, informes del gobierno ruso catalogaron que Dimitri, debido a ese incidente, se había retirado.
Dimitri fue por mucho tiempo, el único europeo en el equipo original de la LJI y la LJE. La verdadera razón por la cual se había retirado por un largo tiempo, se debió a que prevaleció la voluntad de convertirse en un hombre de familia y se dedicó a servirles para protegerla. Tras su largo retiró, volvería servir de nuevo, esta vez para defender a su país del ataque provocado por la maquinaria desatada por el Proyecto OMAC, falleciendo en el proceso, autodestruyéndose para salvar a los demás miembros de la vieja LJI. Sus últimas palabras fueron: «Mi esposa e hijo, Michael [ Booster Gold ]... diles que los amo.»
En el cómic de Booster Gold, el abuelo Dimitri, el Dr. Sergei Pushkin, fue un científico ruso que trabajó con los Estados Unidos colaborando con la carrera espacial estadounidense en 1952. El Task Force X se le encomendó una misión para exponer a Pushkin como traidor a la causa americana. Gracias a Pushkin, el lanzamiento del primer cohete al espacio fue antes de lo previsto, por lo que los rusos estaban llevando a cabo un vuelo al espacio exterior esa misma noche. Booster Gold viajaría a través del tiempo para detenerlo, impidiendo que Task Force X pudiese detener a Pushkin sin exponerlo. Entonces Pushkin se volvió más cuidadoso, por lo que el programa espacial comenzó a quedarse atrasado hasta que fue expuesto por Frank Rock como traidor en 1954. Debido a que era una fuente valiosa, los Estados Unidos lo puso bajo arresto domiciliario, donde trabajó en el desarrollo de la armadura de Rocket Red en secreto hasta que fue puesto en libertad en 1957 por parte de los soviéticos. No vivió para ver su obra terminada, y no fue que su hijo, Dimitri, quien se encargaría de completar el desarrollo de la armadura. El legado de los Red Rocket se aseguró hasta 1962.
En los acontecimiento del evento conocido como La noche más oscura #3, Rocket Red revivió como un Black Lantern y aparece atacando a sus antiguos camaradas de la Brigada de los Rocket Red.

### Gavril Ivanovich
La maxiserie de 2010, Liga de la Justicia: Generación Perdida, se introdujo a un nuevo Red Rocket llamado Gavril Ivanovich. En esa maxiserie limitada, varios miembros de la antigua JLI, estaban siendo perseguidos por unos OMACs controlados por un resucitado Maxwell Lord, encontrándose en una pelea entre un grupo de Rocket Red, cuya lucha interna fue provocada por un Red Rocket renegado llamado Gavril Ivanovich, que se mantenía fiel a la vieja causa comunista, y resistente a los valores capitalistas de la Brigada de los Rocket Red. Él tendría un papel muy importante, portando una obsoleta armadura #7 que se asemejaría a la armadura de Pushkin, en lugar de las elegantes, nuevas y modernas armaduras de batalla que portaban los miembros más recientes de la brigada. 
Los antiguos miembros de la Liga de la Justicia intervienen para evitar daños colaterales, e Ivánovich se une al grupo (al principio un poco renuente) pero terminaría optando a una elección en la Pushkin terminó por tomar la decisión por unirse al bando de la JLI como lo hizo su antecesor Gavril logra cimentar su pertenencia al nuevo equipo tras una lucha contra la organización Checkmate, sufriendo graves lesiones graves pero al mismo tiempo ganándose el respeto del equipo. El equipo se ocupa por preocuparse por la pérdida del nuevo Blue Beetle, compartiendo ese mismo sentimiento sentido por la heroína Fuego por parte de Gavril. Comparte sus inseguridades acerca de ser tomado por una broma por pare de sus nuevos compañeros debido a su pobre dominio del idioma inglés, los dos de algún modo se vuelven cercanos que al final terminan compartiendo un beso apasionado. Durante la batalla final contra el ejército de OMACs de Max Lord, la armadura de Gavril quedaría seriamente dañada. Una vez que el Max es derrotado temporalmente y termina la batalla, un herido Gavril se dispone a reparar su traje.

#### Los Nuevos 52:Gavril IvanovichRetconneado
El reboot de la continuidad en lo que se ha denominado Los Nuevos 52, Gavril aparecería en la serie en la nueva serie de la Liga de la Justicia Internacional como miembro de un nuevo equipo de superhéroes reunidos por las Naciones Unidas liderado por Booster Gold. Choca inmediatamente con August General in Iron, representante chino del equipo, pero su relación termina por convertirse en una escalada de una postura patriótica que llevaría a un mutuo respeto. Después de ayudar a repeler una invasión del conquistador alienígena Peraxxus, Gavril muere en una explosión durante una conferencia de prensa en donde se hace la presentación del equipo.

## Apariciones en otros medios
- Pudo verse brevemente a un Rocket Red en varios episodios de la serie animada Liga de la Justicia Ilimitada, en especial durante los episodios "El regreso" y "Pánico en el cielo". Como su armadura es exactamente igual al segundo traje de Dmitri (Rocket Red #4), siendo probable que él sea quien está detrás de la máscara. En "El regreso", Rocket Red fue uno de los muchos héroes que defendieron la Tierra contra la amenaza de Amazo. Junto con Supergirl, Fuego y Tornado Rojo, fue asignado a la segunda línea de defensa en la capa superior de la atmósfera. Más tarde, el grupo fue atacado por Amazo mientras buscaba a Lex Luthor. Tras el choque con Amazo, Supergirl se convirtió en la primera baja, cayendo inconsciente en el océano. Luego Rocket Red intentó detener al robot disparando una cantidad enorme de misiles de su pecho y sus hombros. Cuando esto no surtió efecto, Rocket Red abrió fuego con los cañones Gatling que tiene montados en sus hombros y trató de retirarse. Sin embargo, Amazo lo persiguió y arrancó las armas de su armadura. Rocket Red reaparecería nuevamente para llevarse a Fuego, quien estaba inconsciente, de la batalla momentos antes de que el último miembro del equipo (Tornado Rojo) fuese destruido por Amazo.

### Miscélanea
- La línea de juguetes de la Liga de la Justicia Ilimitada producidos por Mattel contenía un muñeco de Rocket Red.
- Red Rocket fue también incluida como una figura de gran tamaño en línea "Signature Series" producida por la compañía de juguetes Mattel, en su colección "DC Universe Classics".